# William J. Mills

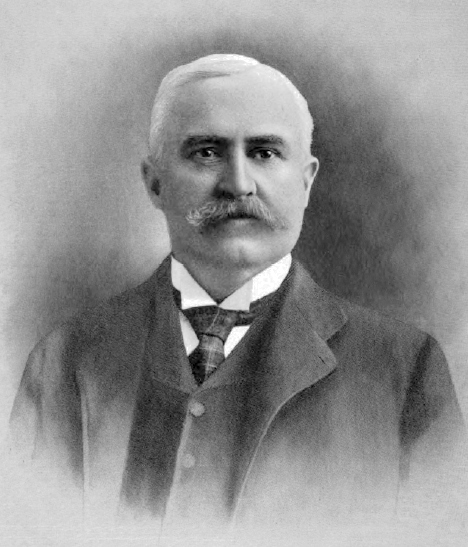
William J. Mills

William Joseph Mills (* 11. Januar 1849 in Yazoo City, Yazoo County, Mississippi; † 24. Dezember 1915 in Las Vegas, New Mexico) war ein US-amerikanischer Politiker (Demokratische Partei) und von 1910 bis 1912 letzter Gouverneur des New-Mexico-Territoriums.
Im Jahr 1878 wurde Mills in das Repräsentantenhaus von Connecticut gewählt. Zwischen 1881 und 1882 war er im Senat dieses Bundesstaates. Nach seinem Umzug in das New-Mexico-Territorium war er zwischen 1898 und 1910 Richter am Obersten Gerichtshof (Supreme Court) in diesem Gebiet. Im Jahr 1910 wurde er zum letzten Territorialgouverneur von New Mexico ernannt. Dieses Amt übte er bis 1912 aus, als New Mexico Bundesstaat der Vereinigten Staaten wurde.